# Michel Warschawski
Pour les articles homonymes, voir Warschawski.
Michel Warschawski (en hébreu : מיכאל ורשבסקי; né le 25 juillet 1949 à Strasbourg) est un journaliste et militant pacifiste israélien, cofondateur et président du Centre d'information alternative de Jérusalem.
Il est engagé pour un processus de paix entre Israéliens et Palestiniens et souhaite le remplacement de l'État juif par un État binational.

## Biographie
Fils du grand-rabbin de Strasbourg et du Bas-Rhin, Max Warschawski, Michel Warschawski passe son enfance à Strasbourg. Son totem « Mikado » lui est donné alors qu’il est scout chez les Éclaireurs israélites de France. À 16 ans il décide de partir pour Jérusalem où il entreprend des études talmudiques. En 1967, il adhère à l’Organisation socialiste en Israël connue par son organe mensuel Matzpen. En 1972 il crée la Ligue communiste révolutionnaire marxiste israélienne, à la suite d'une scission dans Matzpen.
Il crée en 1984, le Centre d'information alternative (en) (AIC), qui rassemble plusieurs mouvements pacifistes israéliens et organisations palestiniennes. Il fournit aux organisations internationales et aux missions diplomatiques une analyse détaillée de la situation et de ses impacts sur le plan économique et social, ainsi qu’en informant la population. Le Centre d'information alternative sera récompensé en décembre 2012  par le prix des droits de l'homme de la République française.

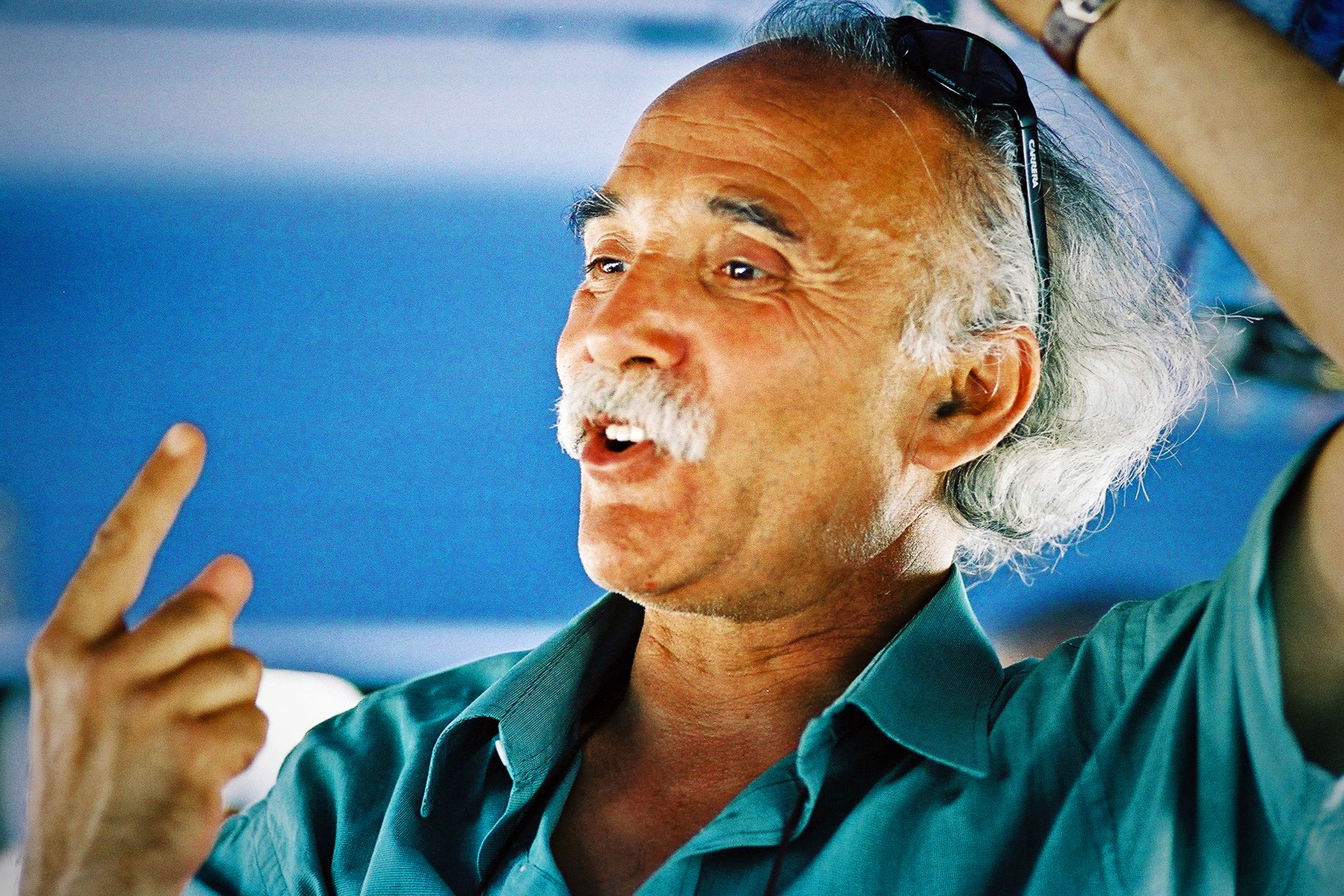
Michel Warschawski en juillet 2005.

En 1989, il est condamné à vingt mois de prison ferme pour « prestations de services à organisations illégales », pour avoir imprimé des tracts relatifs à l'organisation palestinienne Front populaire de libération de la Palestine. Depuis lors, il continue son activité au sein de l'AIC. Il donne, entre 2003 et 2005, une série de conférences sur le conflit israélo-palestinien dans une vingtaine de grandes villes françaises et leurs banlieues (centres associatifs, écoles) avec Dominique Vidal du Monde diplomatique et Leïla Shahid, déléguée générale de la Palestine auprès de l'Union européenne. La présence de ces intervenants au sein d'établissements publics crée une polémique, notamment à travers des tribunes dans Le Figaro ou France-Israël et les réunions sont interdites dans les établissements scolaires.
Entre septembre 2008 et à la fin du journal. il est chroniqueur dans le journal satirique Siné Hebdo puis à Siné mensuel.
Il est membre du comité de parrainage du Tribunal Russell sur la Palestine dont les travaux commencent le 4 mars 2009.
Il est marié à l'avocate israélienne Leah Tsemel, spécialiste de la défense des prisonniers palestiniens, avec laquelle il a deux enfants. Son fils aîné Dror, issu d’un premier mariage, est chercheur en biophysique.
Warschawski se présente aux élections israéliennes à plusieurs reprises sur la liste du parti Balad et ensuite sur la Liste unifiée.[réf. nécessaire]

### Publications
- Israël-Palestine : Le défi binational, Textuel, 2001
- Sur la frontière, Stock, 2002
- À contre chœur - Les voix dissidentes en Israël (avec Michèle Sibony), Textuel, 2003
- À tombeau ouvert — La crise de la société israélienne, La Fabrique, 2003
- Les banlieues, le Proche-Orient et nous (avec Leila Shahid et Dominique Vidal), L'Atelier, 2006
- La révolution sioniste est morte - Voix israéliennes contre l'occupation, 1967-2007 (collectif), La Fabrique, 2007
- La guerre des 33 jours - La guerre d'Israël contre le Hezbollah au Liban et ses conséquences (avec Gilbert Achcar), Textuel, 2007
- Programmer le désastre — La politique israélienne à l'œuvre, La Fabrique, 2008
- Destins croisés — Israéliens-Palestiniens, l'histoire en partage, Riveneuve, 2009
- Au pied du mur, Éditions Syllepse, 2011
- Un autre Israël est possible, avec Dominique Vidal, Les Editions de l'Atelier, 2012, 176 p.
- Israël : chronique d'une catastrophe annoncée… et peut-être évitable, préface de Jean Ziegler, Éditions Syllepse, 2018.  (ISBN 978-2849507261)